# Pristimantis epacrus
Eleutherodactylus epacrus là một loài động vật lưỡng cư trong họ Strabomantidae, thuộc bộ Anura. Loài này được Lynch & Suárez-Mayorga mô tả khoa học đầu tiên năm 2000.